# A Térség (televíziós sorozat)
A Térség (eredeti cím: The Expanse) 2015 és 2022 között készült Mark Fergus-Hawk Ostby producerpáros alkotta science fiction televíziós sorozat, amely James S. A. Corey azonos című, magyar nyelven is elérhető regényciklusa alapján készült. A szó jelentése: „kiterjedés”, amit magyarul „térség”-nek fordítottak. A cím eredeti jelentése több mindenre utal: jelenti az emberi civilizáció kiterjedését előbb a Naprendszerre, később az egész Galaxisra, a protomolekula kiterjedését, az emberi felfogóképesség kiterjedését az ismeretlenre.  
Története a távoli jövőben játszódik, amikor az emberiség már benépesítette a Naprendszert, és a három fő lakossági övezet között (Föld, Mars, kisbolygóöv) háborúval fenyegető feszültségek alakulnak ki. A sorozat az ENSZ-alelnök Chrisjen Avasarala (Sohre Ágdáslu), Josephus Miller rendőr (Thomas Jane), James Holden űrhajós tiszt (Steven Strait) és legénysége sorsát követi, miközben kibontakozik egy olyan összeesküvés, amely a békét és az emberiség túlélését fenyegeti.
A sorozat jó fogadtatásra talált a kritikusok közt, akik egyaránt dicsérték a képi megformálást, a karakterek fejlődését és a politikai narratívát. Megkapta a Hugo-díjat a legjobb drámai megformálás kategóriában, és három Szaturnusz-díj jelölést is kapott. 
A sorozat előállítója és finanszírozója az Alcon Entertainment. Három évadot adott el belőle a SyFy hálózatnak, de a SyFy 2018 májusában elkaszálta a sorozatot. Az Amazon Prime Video egy negyediket is megrendelt, ami 2019. december 12-én került a képernyőkre. 2019. július 27-én az Amazon az ötödik szezont is megrendelte, amit 2020. december 15. és 2021. február 2. között adott le az Amazon. Az ötödik évad sugárzása előtt a sorozatot meghosszabbították egy hatodik, egyben utolsó évadra, amit 2021 januárjában kezdtek el forgatni. A hatodik évadot 2021. december 10-én mutatták be.

## Szereplők

### Főszereplők
| Szereplők                      | Színész           | Magyar hang            | Évadok |
| ------------------------------ | ----------------- | ---------------------- | ------ |
| Joe Miller / The Investigator  | Thomas Jane       | Czvetkó Sándor         | 1–4.   |
| James Holden                   | Steven Strait     | Varga Gábor            | 1–     |
| Alex Kamal                     | Cas Anvar         | Epres Attila           | 1–5.   |
| Naomi Nagata                   | Dominique Tipper  | Bogdányi Titanilla     | 1–     |
| Amos Burton                    | Wes Chatham       | Horváth-Töreki Gergely | 1–     |
| Shed Garvey                    | Paulo Costanzo    | N/A                    | 1.     |
| Juliette "Julie" Andromeda Mao | Florence Faivre   | Szabó Zselyke          | 1–3.   |
| Chrisjen Avasarala             | Sohre Ágdáslu     | Bognár Gyöngyvér       | 1–     |
| Roberta "Bobbie" W. Draper     | Frankie Adams     | Nagy Katica            | 2–     |
| Camina Drummer                 | Cara Gee          | Dögei Éva              | 2–     |
| Marco Inaros                   | Keon Alexander    | N/A                    | 4–5.   |
| Filip Inaros                   | Jasai Chase Owens | N/A                    | 4–5.   |
| Clarissa Melpomene             | Nadine Nicole     | N/A                    | 3–5.   |

### Mellékszereplők
| Szereplők          | Színész            | Magyar hang    | Évadok |
| ------------------ | ------------------ | -------------- | ------ |
| Klaes Ashford      | David Strathairn   | Jakab Csaba    | 3–4.   |
| Diogo Harari       | Andrew Rotilio     | Moser Károly   | 1–3.   |
| Anna Volovodov     | Elizabeth Mitchell | Solecki Janka  | 3.     |
| Kolvoord           | Chris Owens        | Király Adrián  | 3.     |
| Nono Volovodov     | Raven Dauda        | Vámos Mónika   | 3.     |
| Ren Hazuki         | John Kapelos       | Albert Péter   | 3.     |
| Elio "Cohen" Casti | Brandon McGibbon   | Harcsik Róbert | 3.     |

## Epizódok
| Évad | Évad | Epizódok | Eredeti sugárzás   | Eredeti sugárzás   | Eredeti adó        | Magyar sugárzás   | Magyar sugárzás | Magyar adó |
| Évad | Évad | Epizódok | Évadpremier        | Évadfinálé         | Eredeti adó        | Évadpremier       | Évadfinálé      | Magyar adó |
| ---- | ---- | -------- | ------------------ | ------------------ | ------------------ | ----------------- | --------------- | ---------- |
|      | 1    | 10       | 2015. december 14. | 2016. február 2.   |                    | 2021. május 8.    | 2021. május 8.  |            |
|      | 2    | 13       | 2017. február 1.   | 2017. április 19.  | 2021. május 8.     | 2021. május 8.    |                 |            |
|      | 3    | 13       | 2018. április 11.  | 2018. június 27.   | 2021. április 15.  | 2021. április 15. |                 |            |
|      | 4    | 10       | 2019. december 12. | 2019. december 12. |                    | 2021. május 16.   | 2021. május 16. |            |
|      | 5    | 10       | 2020. december 15. | 2021. február 2.   | 2021. május 17.    | 2021. május 17.   |                 |            |
|      | 6    | 6        | 2021. december 10. | 2022. január 14.   | 2021. december 10. | 2022. január 14.  |                 |            |

## Fordítás
Ez a szócikk részben vagy egészben  a   The Expanse (TV series) című angol Wikipédia-szócikk fordításán alapul.  Az eredeti cikk szerkesztőit annak laptörténete sorolja fel. Ez a jelzés csupán a megfogalmazás eredetét és a szerzői jogokat jelzi, nem szolgál a cikkben szereplő információk forrásmegjelöléseként.